# Snakes and Ladders / The Best of Faces
Snakes and Ladders / The Best of Faces é uma coletânea lançada pela banda The Faces em 1976.

## Faixas
1. "Pool Hall Richard" (Wood, Stewart)
2. "Cindy Incidentally" (McLagan, Wood, Stewart)
3. "Ooh La La" (Lane, Wood)
4. "Sweet Lady Mary" (Lane, Wood, Stewart)
5. "Flying" (Lane, Wood, Stewart)
6. "Pineapple and the Monkey" (Wood)
7. "You Can Make Me Dance, Sing, or Anything" (Jones, McLagan, Wood, Stewart, #"Yamauchi)
8. "Had Me a Real Good Time" (Lane, Wood, Stewart)
9. "Stay With Me" (Wood, Stewart)
10. "Miss Judy's Farm" (Wood, Stewart)
11. "Silicone Grown" (Wood, Stewart)
12. "Around the Plynth" (Stewart, Wood)